# 静容卫矛
静容卫矛（学名：Euonymus chengii）为卫矛科卫矛属下的一个种。